# Invasione della Giamaica
L'invasione della Giamaica avvenne nel maggio 1655, durante la guerra anglo-spagnola del 1655-1660, quando le forze inglesi catturarono la Giamaica spagnola. L'operazione fece parte di un ambizioso piano di Oliver Cromwell, noto come Western Design, per ottenere nuove colonie in America.
Sebbene i principali insediamenti come Santiago de la Vega (l'odierna Spanish town) fossero scarsamente difesi e conseguentemente rapidamente catturati, le truppe inglesi dovettero affrontare gli schiavi fuggiti, i cimarroni giamaicani, che protrassero il combattimento nell'isola. Il Western Design di Oliver Cromwell fu in gran parte un fallimento, seppur la Giamaica divenne colonia inglese ufficiale con il Trattato di Madrid del 1670.
La colonia della Giamaica rimase sotto controllo britannico fino all'indipendenza ottenuta nel 1962.

## Antefatti
Nel 1654, Oliver Cromwell pianificò insieme al Consiglio di Stato un attacco diretto ai possedimenti spagnoli nell'America. Le ragioni dell'attacco le si ritrovano nella precaria economica del Commonwealth of England e nella necessità di compensare i veterani delle Guerre dei tre regni.
Il contingente di soldati lasciò l'Inghilterra nel dicembre 1654 e comprendeva 17 navi da guerra e da 20 trasporto. Le navi erano equipaggiate con 325 cannoni, 1 145 marinai e 1 830 truppe che aumentarono di numero con 8 000 soldati dell'india britannica. Al comando si trovavano l'ammiraglio William Penn e il generale Robert Venables. Gli spagnoli, conoscendo le ambizioni inglesi, ordinarono il rinforzamento delle difese di Hispaniola, il bersaglio delle mire inglesi.
La flotta inglese arrivò alle Barbados alla fine di gennaio 1655 e, dopo due mesi, salpò nuovamente per raggiungere l'isola di Hispaniola. Il 13 aprile l'ammiraglio Penn fece sbarcare il generale Venables con 4 000 uomini vicino a Santo Domingo. Qui il generale dovette affrontare una diffusa dissenteria nei soldati e gli attacchi degli spagnoli, ma fu costretto a ritirarsi il 25 aprile successivo dopo aver perso 1 000 uomini.
I rapporti tra l'ammiraglio e il generale si ridussero e il generale propose di attaccare la Giamaica, scarsamente difesa. Penn si oppose fermamente alla proposta e Venables temette che una volta sbarcato, lui e i suoi uomini sarebbero stati abbandonati dalla flotta.

## L'invasione

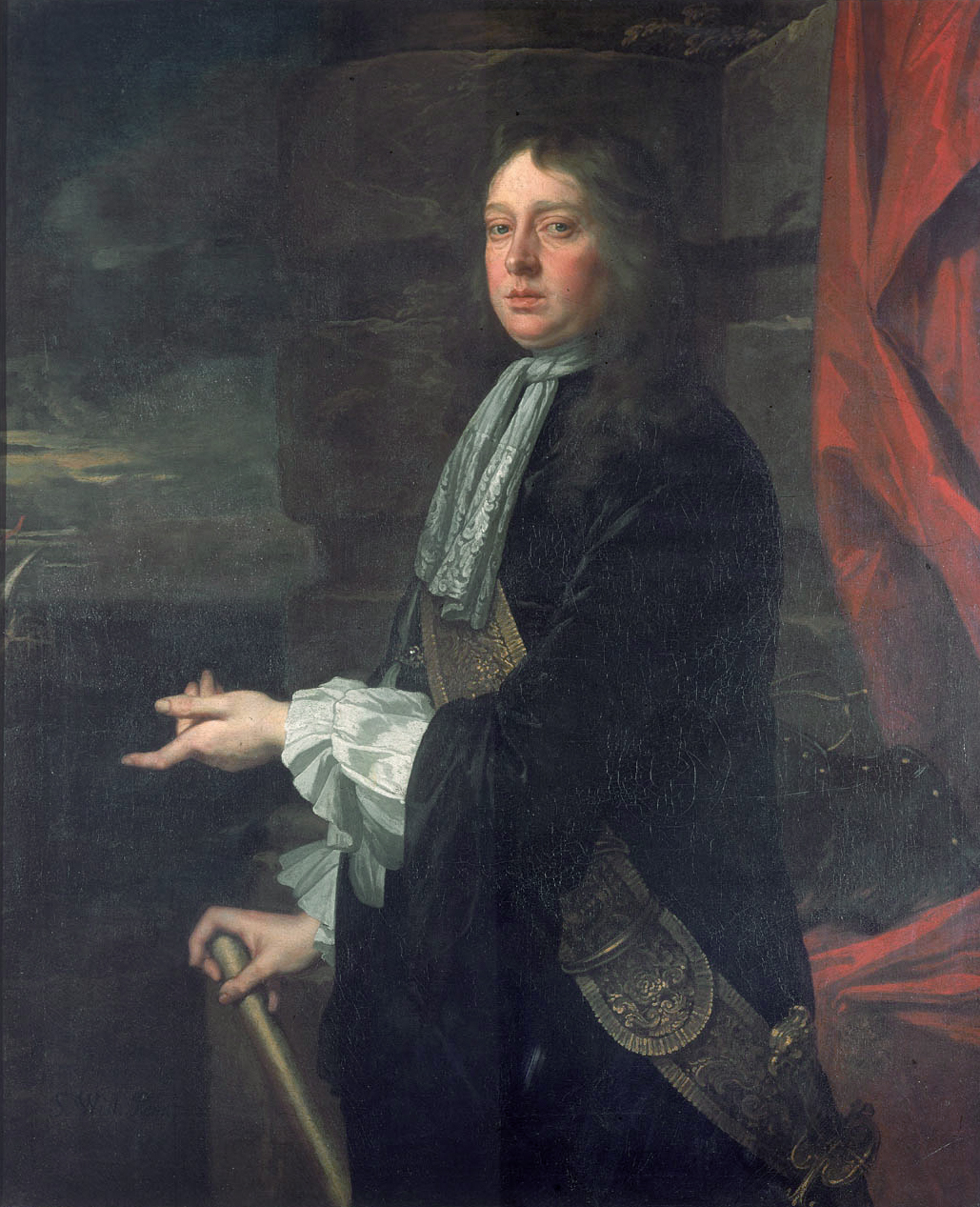
L'ammiraglio William Penn.

Il 19 maggio, due coloni spagnoli videro la flotta di Penn aggiraarsi per Point Morant e avvertirono il governatore Juan Ramírez de Arellano, che comunque non ebbe abbastanza tempo per organizzare le difese dell'isola.
All'alba del 21 maggio, la flotta di Penn entrò nella baia di Caguaya di difficile navigazione. Di conseguenza, Penn trasferì 60 cannoni dallo Swiftsure alla Martin, una galea più leggera. Con una flotta adatta ad addentrarsi nella baia, Penn procedette e le difese spagnole iniziarono ad attaccare le navi. Un piccolo gruppo di coloni guidati da Francisco de Proenza, proprietario di una tenuta locale, resistettero all'invasione inglese, ma infine dovettero arrendersi.
Nonostante fosse malato, Venables sbarcò il 25 maggio per dettare i termini della resa: l'isola sarebbe stata annessa al Commonwealth of England e gli abitanti spagnoli dovevano andarsene entro due settimane, pena la morte. Dopo aver fatto il possibile per ritardare l'inevitabile, il governatore Ramírez firmò il trattato il 27 maggio e immediatamente si imbarcò per raggiungere San Francisco de Campeche, in Messico, ma morì durante il viaggio.
Non tutti gli spagnoli però accettarono il trattato. Francisco de Proenza continuò la sua resistenza stabilendosi nella città di Guatibacoa e qui si alleò con i cimarroni giamaicani, inaugurando una guerriglia contro gli inglesi.

## Conseguenze
Penn salpò per l'Inghilterra il 25 giugno portando con sé metà flotta. Egli voleva essere il primo a spiegare a Cromwell il perché della sconfitta ad Hispaniola. Anche Veneables salpò per l'Inghilterra ed vi arrivò il 9 settembre. Cromwell non accettò le scuse dei due comandanti e li fece rinchiudere tutti e due nella Torre di Londra. Non rimasero molto in prigione, poiché furono presto rilasciati, seppur rimossi dal comando.
Con la Restaurazione inglese iniziata nel 1660 per annullare le leggi di Cromwell, l'ammiraglio Penn riottenne il suo incarico, mentre Venables non ricevette stessa sorte.
I soldati rimasti in Giamaica diventarono presto malati: di 7 000 ne rimasero solamente 2 500. Tra le file spagnole perse la vista il comandante della guerriglia de Proenza, che perse la vista, e fu sostituito da Cristóbal Arnaldo de Issasi.
Quando gli inglesi invasero, gli spagnoli liberarono i loro schiavi, che fuggirono nell'entroterra e fondarono delle comunità libere e indipendenti. Issasi fu nominato governatore al posto di Ramirez, e alleato con i cimarroni, sotto la guida di de Bolas e de Serras, cercò di controllare i territori più interni dell'isola. I tentativi spagnoli di riprendere la Giamaica terminarono con le sconfitte a Ocho Rios nel 1657 e a Rio Nuevo nel 1658. Dopo Rio Nuevo, il governatore inglese Edward D'Oyley convinse de Bolas a disertare; senza il suo sostegno, Issasi si arrese e lasciò l'isola per Cuba.
La Spagna cedette definitivamente la colonia della Giamaica e le isole Cayman nel Trattato di Madrid del 1670 alla Gran Bretagna. Durante il dominio inglese l'isola divenne un possedimento estremamente redditizio e produsse grandi quantità di zucchero.